# Nogometni kup FBiH 2021./22.
Nogometni kup FBiH 2021./22. je kao i nekoliko prethodnih sezona izlučno natjecanje za popunu Nogometnog kupa Bosne i Hercegovine.

## Sudionici
U sezoni 2021./22. u Kupu FBiH sudjeluju 32 kluba:
- 16 najuspješnijih klubova iz kupova županijskih nogometnih saveza (klubovi općinske, županijske lige i Druge lige FBiH),
  - FK Igman, Ilidža
  - FK Famos, Hrasnica
  - FK Mladost, Kikači
  - FK Svatovac, Poljice
  - NK Dinamo, Donja Mahala
  - FK Dizdaruša, Brčko
  - NK Stupčanica, Olovo
  - NK Fortuna, Zenica
  - NK Kolina, Ustikolina
  - FK Fojnica, Fojnica
  - FK Rudar, Han Bila
  - FK Klis, Buturović Polje
  - HNK Čapljina, Čapljina
  - HNK Grude, Grude
  - HNK Sloga, Uskoplje
  - NK Brekovica 78, Brekovica
- 16 klubova iz Prve lige FBiH
  - NK Bratstvo, Gračanica
  - FK Budućnost, Banovići
  - FK Goražde, Goražde
  - NK GOŠK, Gabela
  - OFK Gradina, Srebrenik
  - FK Igman, Konjic
  - NK Jedinstvo, Bihać
  - FK Mladost, Doboj-Kakanj
  - HNK Orašje, Orašje
  - FK Radnik, Hadžići
  - FK Rudar, Kakanj
  - BFK Simm Bau, Kosova
  - HNK Tomislav, Tomislavgrad
  - NK TOŠK, Tešanj
  - NK Travnik, Travnik
  - NK Zvijezda, Gradačac

## Sustav natjecanja
U završnici Kupa FBiH igraju se dva kola. U prvom kolu sudjeluje 16 klubova iz županijskih kupova tako da po dva predstavnika ima šest županijskih saveza koji imaju najviše registriranih klubova, dok ostala četiri županijska saveza imaju po jednog predstavnika. Ždrijeb prvog kola je poludirigiran vodeći računa o regionalnoj udaljenosti klubova i smanjenju troškova putovanja.U drugom kolu sudjeluje 8 pobjednika iz prvog kola i 16 klubova iz Prve lige FBiH.
U prvom i drugom kolu igra se jedna utakmica, a domaćin se odlučuje ždrijebom s tim da će klub nižeg ranga ima prednost domaćeg terena. Dvanaest pobjednika iz drugog kola ostvaruje plasman u Nogometni kup BiH za sezonu 2021./22.

## Kalendar natjecanja[1]
| Kolo    | Datumi                                          |
| ------- | ----------------------------------------------- |
| 1. kolo | 19. kolovoza 2021. (ždrijeb) 25. kolovoza 2021. |
| 2. kolo | 19. kolovoza 2021. (ždrijeb) 15. rujna 2021.    |

## 1. kolo
Utakmice su igrane 25. kolovoza 2021.
| Domaćin                   | Gost                          | Rezultat    |
| ------------------------- | ----------------------------- | ----------- |
| FK Igman Ilidža (IV)      | FK Mladost Kikači (III)       | 0:3         |
| FK Famos Hrasnica (III)   | FK Svatovac Poljice (III)     | 0:2         |
| NK Fortuna Zenica (IV)    | FK Dizdaruša Brčko (III)      | 2:2 (6:5 p) |
| NK Stupčanica Olovo (III) | NK Dinamo Donja Mahala (III)  | 3:0 (bb)    |
| FK Fojnica (IV)           | FK Klis Buturović Polje (III) | 0:4         |
| FK Rudar Han Bila (III)   | NK Kolina Ustikolina (III)    | 4:2         |
| HNK Sloga Uskoplje (III)  | NK Brekovica 78 (III)         | 4:2         |
| HNK Čapljina (III)        | HNK Grude (III)               | 2:2 (4:3 p) |

## 2. kolo
Utakmice su igrane 15. rujna 2021.
| Domaćin                       | Gost                           | Rezultat    |
| ----------------------------- | ------------------------------ | ----------- |
| FK Mladost Kikači (III)       | OFK Gradina Srebrenik (II)     | 1:6         |
| FK Svatovac Poljice (III)     | NK Bratstvo Gračanica (II)     | 2:1         |
| NK Fortuna Zenica (IV)        | NK Travnik (II)                | 1:2         |
| NK Stupčanica Olovo (III)     | HNK Orašje (II)                | 3:0         |
| FK Klis Buturović Polje (III) | FK Budućnost Banovići (II)     | 1:1 (5:4 p) |
| FK Rudar Han Bila (III)       | FK Rudar Kakanj (II)           | 3:1         |
| HNK Sloga Uskoplje (III)      | NK Jedinstvo Bihać (II)        | 0:0 (5:3 p) |
| HNK Čapljina (III)            | HNK Tomislav Tomislavgrad (II) | 1:1 (4:2 p) |
| NK Zvijezda Gradačac (II)     | FK Radnik Hadžići (II)         | 3:2         |
| NK GOŠK Gabela (II)           | NK TOŠK Tešanj (II)            | 3:0         |
| FK Mladost Doboj-Kakanj (II)  | FK Goražde (II)                | 0:3         |
| BFK Simm Bau (II)             | FK Igman Konjic (II)           | 2:2 (4:5 p) |